# Jerzy Ziółko
Jerzy Ziółko (* 29. November 1934 in Radom; † 13. Juli 2020 in Danzig) war ein polnischer Bauingenieur und Hochschullehrer.

## Leben
Jerzy Ziółko besuchte in Radom die Grund- und die Oberschule. Anschließend studierte er von 1952 bis 1957 Bauingenieurwesen an der Politechnika Gdańska (Danzig) und sammelte erste Erfahrungen als Ingenieur bei Mostostahl, wo er bis zum Chefingenieur der Baugruppenleitung aufstieg. Gleichzeitig forschte er von 1958 bis 1962 am Lehrstuhl für Stahlbau der TU Gdańsk und wurde dort mit der Dissertation Einige Probleme verbunden mit der Industrialisierung der Montage von stählernen Walzbehältern großer Kapazität zum Doktor der Ingenieurwissenschaften promoviert, für die Ziółko 1965 den Preis des Ministers für Hochschulwesen erhielt.
1966/1967 wirkte Ziółko mehrere Monate als wissenschaftlicher Mitarbeiter am Lehrstuhl für Stahlbau des Moskauer Instituts für Bauingenieurwesen, der von den Professoren E. N. Lessing und E. I. Byelanya geleitet wurde. Von 1969 bis 1973 bekleidete er an der TU Gdańsk die Stelle des Vizedirektors und danach bis 1975 die Stelle des Direktors des Instituts für Bauingenieurwesen. 1979 wurde Ziółko als Professor an die TU Gdańsk berufen. Seine Habilitation erfolgte 1989 mit der Schrift Metallbehälter für Flüssigkeiten und Gase, die er drei Jahre zuvor im Verlag Arkady in Warschau publizierte. Von 1994 bis zu seiner Emeritierung im Jahre 2005 leitete er den Lehrstuhl für Stahlbau der TU Gdańsk. Seit 1998 lehrt und forscht Ziółko auch an der University of Technology and Life Sciences in Bydgoszcz, die ihm am 28. November 2012 die Ehrendoktorwürde verlieh.
Ziółkos technisch-wissenschaftliche Œuvre umfasst über 300 Veröffentlichungen, darunter 16 Bücher, an denen er beteiligt war oder für die er allein verantwortlich zeichnete. So edierte er mit Karol Heidrich 2003 in der 1997 von Karl-Eugen Kurrer begründeten Reihe der Länderhefte Stahlbau in Europa der Zeitschrift Stahlbau das Themenheft Stahlbau in Europa: der Beitrag Polens. Auch bei der Weiterentwicklung der 1958 begründeten polnischen Konferenzserie International Conference on Metal Structures spielte Ziółko eine maßgebliche Rolle. Für die an der Politechnika Wrocławska in Breslau im Juni 2011 stattfindende 12. Konferenz beispielsweise, fungierte Ziółko als Chairman des Scientific Committees und Mitherausgeber der Proceedings. Auf der Konferenz trugen u. a. vor: J. F. Demonceau (Belgien), J. Farkas (Ungarn), M. Heinisuo (Finnland), R. Helmerich (Deutschland), K. Jármai (Ungarn), K.-E. Kurrer (Deutschland), D. A. Nethercot (Großbritannien), H. Pasternak (Deutschland) und I. Vayas (Griechenland). Der internationale Rang des Stahlbauwissenschaftlers Ziółko kommt auch mit der 2009 erfolgten Berufung in den Editorial Board der Zeitschrift Steel Construction – Design and Research zum Ausdruck.
2004 erfolgte die Berufung Ziółkos zum auswärtigen Mitglied der Ukrainischen Akademie für Bauwesen. Zum Vorsitzenden der Sektion Metallkonstruktionen des Komitees für Bauingenieurwesen der Polnischen Akademie der Wissenschaften wurde Ziółko 2007 gewählt.
Neben den Erfolgen in der Lehre und Forschung, für die er, seine Schülerinnen und Schüler von der polnischen Regierung mit zahlreichen Ehrungen bedacht wurden, betätigte sich Ziółko als Sachverständiger für die Industrie. Genannt seien hier nur seine Beratung beim Ausbau des Betriebes zur Nutzung der Erdölleitung Freundschaft in Płock und sein Engagement als Projektant der doppelwandigen Stahlbehälter mit 75000 m³ Fassungsvermögen für die am 30. September 2003 eingeweihte Großanlage der Erdölraffinerie in Masyr (Belarus).

## Ehrungen
- Offizierskreuz des Ordens Polonia Restituta.
- Medaille der Kommission für die Nationale Erziehung und die Professor-Stefan-Kaufmann-Medaille des Polnischen Vereins der Bauingenieure und -techniker (Polski Związek Inżynierów i Techników Budownictwa: PZITB).
- Ehrendoktorwürde der University of Technology and Life Sciences in Bydgoszcz

## Schriften
- Jerzy Ziółko: Modelluntersuchungen der Windeinwirkung auf Stahlbehälter mit Schwimmdach, in: Stahlbau, 47. Jg. (1978), H. 11, S. 321–329.
- Jerzy Ziółko: Die Instandsetzung durch Unterdruck beschädigter zylindrischer Stahlbehälter, in: Stahlbau, 49. Jg. (1980), H. 11, S. 347–348.
- Jerzy Ziółko: Randstörungsgrößen zylindrischer Stahlbehälter in der Verbindung des Mantels mit dem Boden, in: Stahlbau, 54. Jg. (1985), H. 1, S. 17–20.
- Jerzy Ziółko: Reparatur von Schweißnähten während des Betriebs eines Tanks mit Schwimmdach, in: Stahlbau, 59. Jg. (1990), H. 6, S. 183–187.
- Jerzy Ziółko: Instandsetzung am verformten Mantel eines zylindrischen Stahlbehälters, in: Stahlbau, 62. Jg. (1993), H. 6, S. 164–169.
- Jerzy Ziółko: Umweltfreundliche Ausführung von Tankkonstruktionen für Ölprodukte, in: Stahlbau, 72. Jg. (2003), H. 8, S. 574–580.
- Jerzy Ziółko: Polnische Vertreter des Stahlbaus, in: Stahlbau, 72. Jg. (2003), H. 8, S. 553–557.
- Zoltán Agócs, Jerzy Ziółko, Josef Vičan and Ján Brodniansky: Assessment and Refurbishment of Steel Structures, New York: Spon Press 2005, ISBN 0-415-23598-7.
- Jerzy Ziółko, Ewa Supernak and Tomasz Mikulski: Stresses in the zone of process openings in the shell of a verticl cylindrical steel tank, in: Steel Construction – Design and Research, Vol. 3, (2010), No. 1, pp. 42–48.
- Jerzy Ziółko, Tomasz Mikulski and Ewa Supernak: Deformations of the steel shell of a vertical cylindrical tank caused by underpressure, in: Steel Construction – Design and Research, Vol. 9, (2016), No. 1, pp. 33–36.